# Lady Killer (comics)
 (mars 2025).
Pour les articles homonymes, voir Lady Killer.
Lady Killer est un comics (bande dessinée américaine) appartenant au genre du thriller, scénarisé par Joëlle Jones et Jamie S. Rich, illustré par Joëlle Jones et colorisé par Laura Allred. Publié aux États-Unis par la maison d'édition Dark Horse en janvier 2015, il sort en France en janvier 2016 chez Glénat Comics. Salué par la critique, Lady Killer est nommé en 2016 aux prix Eisner, dans la catégorie Meilleure mini-série.
L'intrigue de Lady Killer se déroule dans une ambiance années 1950 et raconte l'histoire de Josie Schuller, femme au foyer qui mène une double vie de tueuse à gage.

## Synopsis
Dans une ambiance années 1950, Josie Schuller, en apparence mère de famille et femme au foyer idéale, mène en réalité une vie secrète en exerçant le métier de tueuse à gage. Mais à cause de cette double vie, son employeur doute de sa fiabilité, et décide bientôt de la faire éliminer à son tour.

## Personnages
- Josie Schuller, tueuse à gage et mère au foyer
- Peck, tueur à gage, collègue et superviseur de Josie
- Stenholm, patron de l'agence de tueurs
- Gene Schuller, mari de Josie
- « Maman Schuller », belle-mère de Josie (la mère de son mari)

## Analyses

### Le titreLady Killer
L'expression anglaise lady killer signifie « bourreau des cœurs », et désigne habituellement un homme qui collectionne les femmes (littéralement un « tueur de femmes »). Le comics Lady Killer retourne la formule et l'utilise pour désigner une femme qui collectionne les meurtres.

### Inspirations
L'auteure Joëlle Jones explique dans plusieurs interviews que l'imagerie et les graphismes de Lady Killer sont inspirés des publicités des années 1940 à 1960, ainsi que du travail de l'illustrateur de presse Norman Rockwell.

### Processus de création
Lady Killer étant le premier comic dont Joëlle Jones écrit le scénario, elle demande au scénariste et éditeur Jamie S. Rich de l'assister dans l'écriture, ce qu'il fait pour le premier arc de la série (tome 1). Pour le second arc, Joëlle Jones est créditée seule au scénario.
Joëlle Jones, qui assure également le dessin et l'encrage de Lady Killer, travaille ses dessins avec des outils traditionnels tels que la plume et le pinceau plutôt qu'en numérique.

## Albums parus
- Lady Killer - Tome 1. À couteaux tirés (Dark Horse Comics, 2015 / Glénat Comics, 2016)
- Lady Killer - Tome 2. Les Vices de Miami (Dark Horse Comics, 2017 / Glénat Comics, 2018)

## Réception critique
Lady Killer est très bien accueilli par le public et la critique, avec une note de 4.24/5 sur le site de notation Goodreads. Sur l'agrégateur de critiques Comic Book Roundup, il obtient une note de 8,6/10 auprès de la critique, et 8,8 auprès du public. Alison Baker du site Comicosity considère que l'ouvrage est « intelligent, drôle et a le potentiel pour sortir du lot ». En France, le site Planète BD juge que Lady Killer est une « très belle surprise », saluant une « histoire [...] vraiment réussie », et des graphismes où la dessinatrice Joëlle Jones « se transcende véritablement ».
Lors des prix Eisner 2016, Lady Killer fait partie des nommés pour le titre de Meilleure mini-série (Best limited series) et son auteure, Joëlle Jones, est nommée pour le prix du meilleur dessinateur/encreur (Best Penciller/Inker) et du Meilleur artiste de couverture (Best Cover Artist).